# Might As Well Get Juiced
Might As Well Get Juiced är en tung keyboarddominerad blueslåt, som går som spår nio på Rolling Stones album Bridges to Babylon och släpptes 29 september 1997. Låten skrevs av Mick Jagger och Keith Richards och spelades in mellan mars och juli 1997.
Texten beskriver en alkoholists situation. "If you really want to rip up your mind / If you want to take the lid off your life / If you want to reach down in the sump / To last dregs off the camel's back hump" ("Om du verkligen vill vända ut och in på dig själv / Om du vill tappa kontrollen över ditt liv / Om du vill nå ända ner i botten / För dräggen når aldrig toppen") är den fem minuter och 23 sekunder långa låtens inledande strof. Refrängen lyder: "I might as well get juiced" ("Jag kan lika gärna supa mig full").

## Medverkande musiker
- Mick Jagger - sång, munspel, elgitarr och keyboard
- Keith Richards - elgitarr
- Ron Wood - elgitarr och slidegitarr
- Charlie Watts - trummor
- Dough Wimbish - elbas